# 太贤乡
35°38′39″N 109°16′50″E / 35.644228°N 109.280614°E
太贤乡是中国陕西省延安市黄陵县下辖的一个乡。

## 行政区划
太贤乡下辖以下行政区：
太贤村、奎张村、北村、南村、四圣村、瓦梧村、程村、备村、姜林沟村、安子头村、杏树咀村